# Maria di Piero de Mèdici
Maria di Piero de Mèdici també coneguda com a Maria de Mèdici (Florència, República de Florència, 1455 - íd. març 1479) fou una noble italiana membre de la Mèdici. Era filla de Pere I de Mèdici i Lucrècia Tornabuoni. Fou neta per línia paterna de Cosme el Vell «el Vell» i Contessina de Bardi i germana de Blanca, Nannina, Llorenç i Julià de Mèdici. Es casà el 1474 amb Leonetto Rossi del qual tingué un fill, Luigi de Rossi que esdevingué cardenal, fidel nebot del papa Lleó X i pintat per Rafael Sanzio al quadre "El papa Lleó X i dos cardenals". Educada dins de l'art humanístic del Renaixement es coneix molt poc de la seva vida, però ens resten dos retrats: un realitzat per Benozzo Gozzoli a la "Capella dels Reis Mags" del Palau Mèdici Riccardi de Florència, i un altre de Sandro Botticelli a "La Verge del Magnificat".